# パッハー眞理
パッハー 眞理（パッハー・まり、1959年1月11日 - ）は、オーストリア・ウィーン生まれの日本のジャーナリスト、文筆家。指揮者・佐藤菊夫とチェンバロ奏者・西川清子の娘。ヨーロッパおよびインドに長年暮らし、ペット、健康、ライフスタイル、教育、ジェンダー、国際文化など多岐にわたるテーマで著作・寄稿を行っている。

## 略歴
- 1959年[要出典] – オーストリア・ウィーンに生まれる。
- 欧州、インド、日本で暮らし、幅広い分野で執筆活動を展開。

## 主な寄稿
- 『婦人公論』（中央公論新社）
- 『日経BP』
- 『ジャパンタイムズ』
- 『いぬのきもち』（ベネッセコーポレーション）
- 『愛犬の友』（誠文堂新光社）
- 『プレジデントファミリー』（プレジデント社）
- JAL機内誌『SKYWARD』
- 『ターザン』（マガジンハウス）
- 『ダイヤモンドZAi』（ダイヤモンド社）
- 『朝日コム・世界のウチ』（ウィーン、デリー寄稿）
- 『UCC上島珈琲』公式WEB – ヨーロッパ各地のカフェ文化に関する記事
- 『地球の歩き方』（インド・ニューデリー編） – 特派員ルポ

## 受賞歴
- 2018年 – オーストリア政府より「功労黄金名誉勲章」を受勲（ジャーナリズム功績による）[1][出典無効]。

## 作風とテーマ
ウィーン、ロンドン、東京、ニューデリーなど複数の文化圏での生活経験をもとに、異文化理解、母子関係、国際結婚・離婚、育児、再婚といった現代女性が直面する人生の転機を描く作風が特徴。音楽家一家に生まれた背景から、クラシック音楽やヨーロッパ文化を題材とした随筆や、コンサートプログラムへの楽曲解説も手がけている。  
インド滞在時にはインベスターやビジネス、ヨガ、アーユルヴェーダ、学校の算数授業や教育現場の取材、老人ホームのルポなど幅広く執筆。一方、オーストリア滞在時にはビジネス分野は扱わず、日本とオーストリアの介護・医療制度や宗教観の違いなど、異文化相違に関する執筆活動を行っている。